# 1155

## Události
- Karel VII. Švédský se stává švédským králem
- Friedrich I. Barbarossa korunován císařem Svaté říše římské
- končí období napjatých vztahů mezi Vladislavem II. a Friedrichem I. Barbarossou

## Narození
- 11. listopadu – Alfonso VIII., král Kastílie († 6. října 1214)
- 28. února – Jindřich Mladík, syn a spolukrál anglického krále Jindřicha II. († 11. června 1183)
- ? – Nikétas Chóniatés, vysoký byzantský úředník a historik († 1215)
- ? – Saitó Musašibó Benkei, japonský bojový mnich († 1189)
- ? – Vilém II. Sicilský, král Sicílie († 18. listopadu 1189)

## Úmrtí
- 10. června – Sigurd II. Norský, norský král (* 1133)

## Hlavy států
- České knížectví – Vladislav II.
- Svatá říše římská – Fridrich I. Barbarossa
- Papež – Hadrián IV.
- Anglické království – Jindřich II. Plantagenet
- Francouzské království – Ludvík VII.
- Polské knížectví – Boleslav IV. Kadeřavý
- Uherské království – Gejza II.
- Kastilské království – Alfonso VII. Císař
- Rakouské markrabství – Jindřich II. Jasomirgott
- Byzantská říše – Manuel I. Komnenos